# Газеты в Германии в XVII веке

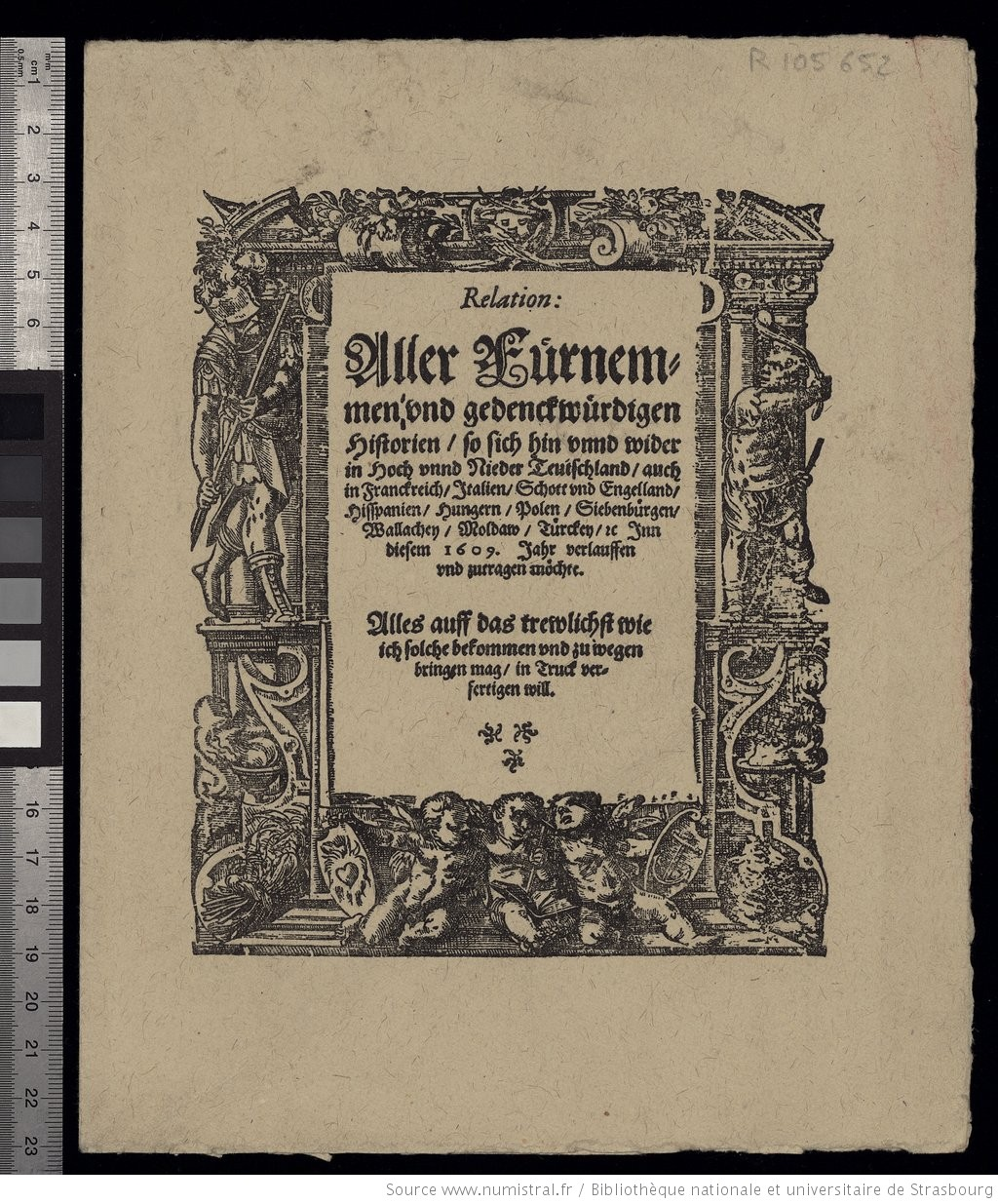
Титульный лист газеты «Relation» от 1609 г, издававшейся с 1605 г в Страсбурге

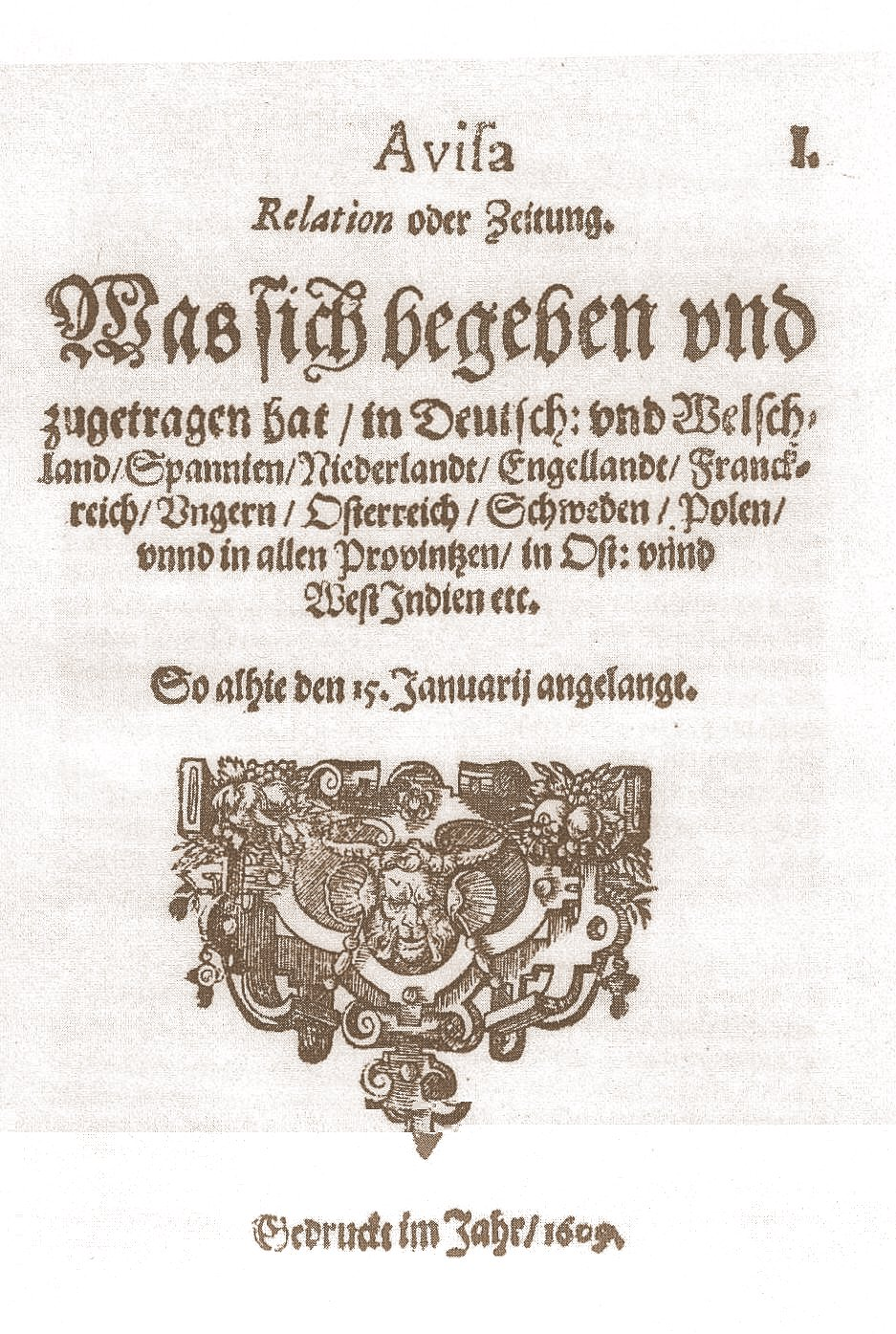
Титульный лист первого номера газеты «Aviso» от 15 января 1609 г, издававшейся в Вольфенбюттеле

Газеты в Германии появились с изобретением в Германии в 1450-х годах Иоганном Гутенбергом печатного пресса, позволявшего размножать текст и изображения, не прибегая к услугам переписчиков. Свой современный облик газеты начали приобретать в XVI веке. 
В 1605 г. в Европе, в немецком тогда Страсбурге, появился новый тип печатного издания – газета. К концу XVII в. в немецкоговорящих землях выходило 60-80 различных газет. Они, хоть и соответствовали понятию «газета» в современном смысле, всё же значительно отличались  от газет XX века, не только  внешне, но и содержанием.

## Название
В современном немецком языке «газета» называется «Zeitung». В 17-м веке под словом «Zeitung» понималась любая новость, известие. Если говорили, что «я принёс тебе Zeitung», это значило, что «у меня для тебя есть новость». Для понятия же «газета» — печатных изданий нового типа — сначала использовались слова «Avisen» и «Relationen», которые позже были вытеснены современным словом «Zeitung».

## Первая газета — 1609 г.
Долгое время шли споры, кто и где напечатал в Германии первую газету, и что вообще считать за газету. Современные исследования показали, что первой газетой была «Relation», которую издавал в Страсбурге — тогда ещё немецком — Иоганн Каролус (Johann Carolus) с 1609 г. Это была первая печатная газета не только в Германии, но и в мире. Каролусу пришла идея собирать различные известия о последних событиях, написанные от руки, которые поступали в город из различных источников, печатать их и издавать раз в неделю. Газета называлась «Relation aller Fürnemmen und gedenckwürdigen Historien» (Известие о всех важных и значительных историях).
Годом рождения европейской газетной периодики считается 1609 год. Первое издание появилось в Страсбурге, она начиналась словами «Relation: Aller Fürnemmen». Его редактором-издателем стал типограф Иоганн Каролус, ранее занимавшийся составлением рукописных газет. В январе 1609 года в городе Вольфенбюттель опубликована первая сохранившаяся до наших дней газета. Она называлась «Aviso». В ней были помещены новости из Кёльна, Антверпена, Рима, Венеции, Вены и Праги.
Проникшее в немецкую печать итальянское слово «avviso» свидетельствует о генетической связи между первыми немецкими еженедельными газетами и их венецианскими прообразами. Формат немецких изданий и форма подачи новостей также напоминают венецианские avvisi.

### Следующие первые газеты
Второй известной до сих пор немецкой газетой была «Aviso», которую издавал в Вольфенбюттеле с 1609 года Юлиус Адольф (Julius Adolph) с сыновьями.
В 1610 году появилась своя газета в Базеле, в 1615 — во Франкфурте, в 1617 — в Берлине, в 1618 — в Гамбурге. Особое распространение новая пресса получила во время Тридцатилетней войны (1618—1648).
1 июля 1650 года в Лейпциге начала выходить первая известная ежедневная газета нем. "Einkommende Zeitungen".
Считается, что в конце XVII века в немецкоговорящих землях выходило 60—80 газет. Чаще всего они издавались в больших торговых городах; города с университетами играли второстепенную роль.
За границей тоже стали появляться первые газеты: в Антверпене в 1618 году, в Лондоне в 1621, в Амстердаме в 1623, в Париже в 1631, в Лиссабоне в 1641. В России первая газета появилась в 1702.

### Общее о газетах XVII века
Заголовками статей служили источники информации, например: «Из Рима». Известия были не систематизированы, а печатались в той последовательности, как они поступали в редакцию. Поэтому самые свежие новости находились в конце газеты. Если новости ещё не поступили, то об этом так и печатали. В начале 17-го века известие о событиях доходило до читателей в большинстве случаев спустя 2-4 недели, в конце 18-го века — во время французской революции — спустя 3-7 дней.
Известия передавались буквально и в 3-х из 4-х случаев без комментариев. Политические новости занимали примерно половину газеты. Среди них доминировали придворные новости. Источники информации — знатные дворы — давали через газеты известия для равных себе. Для них они были часто посредником в передачи информации, особенно для малых дворов, столь многих в Германии того времени, для которых газеты заменяли дорогостоящую свою сеть корреспонденции.
Тиражи газет были очень невелики. Так, франкфуртская газета в 1620-х выходила в 450 экземплярах. В среднем же газеты печатались в 350—400 экземплярах. Наибольшего тиража — в 1.500 — достигла гамбургская еженедельная «Wöchentliche Zeitung». При этом необходимо отметить, что сейчас считается, что каждую газету читало примерно 10 человек: газеты лежали в кофейных домах и постоялых дворах, трактирах, специальных домах новостей (нем. Avisenbuden) и их публично зачитывали, даже в деревнях. Это значит, что если тираж газеты был 400 экземпляров, то она достигала около 4000 читателей. Принимая во внимание размеры городов XVII в, это немало. Также считается, что в XVII веке примерно 1/4 — 1/5 взрослого населения знали о последних событиях из прессы, во время французской революции приблизительно каждый второй.

### Галерея картинок

Hildesheimer Relations-Courier, 1705
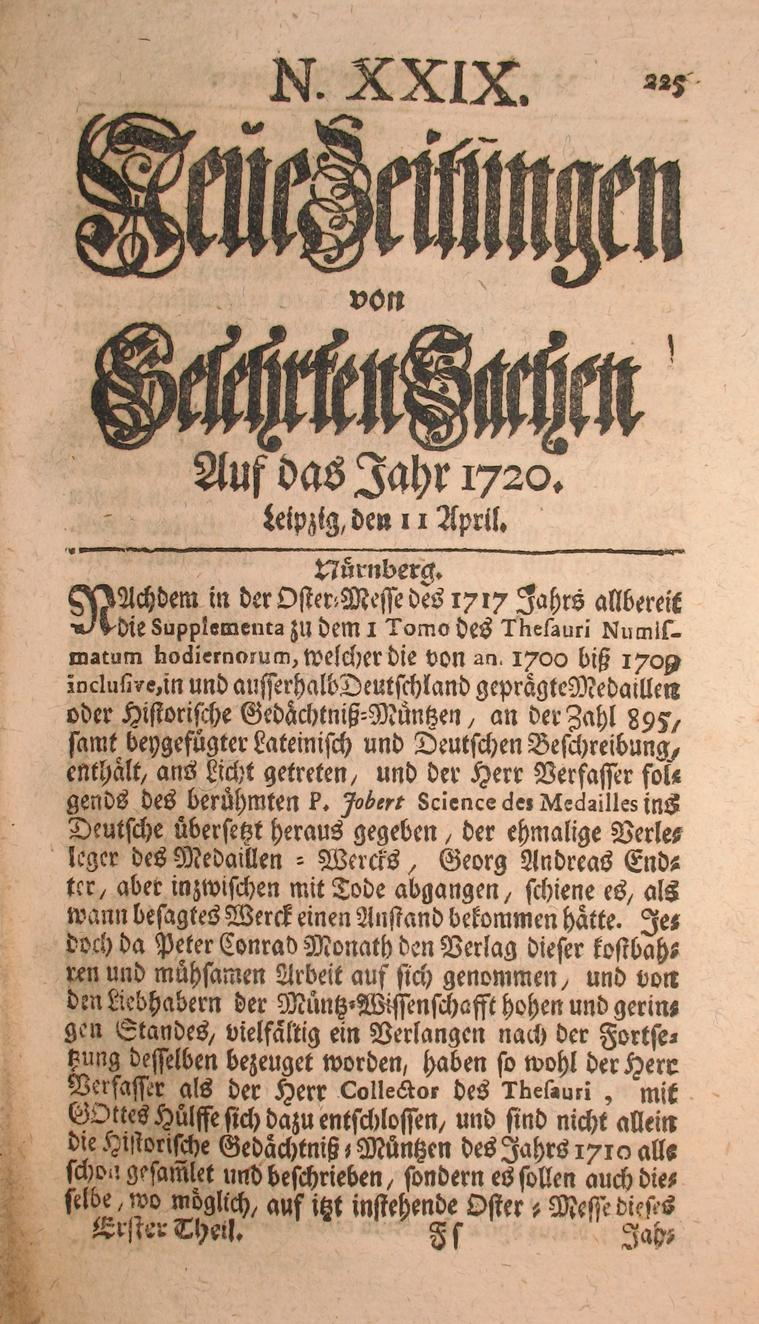
Neue Zeitungen von Gelehrten Sachen, 1720
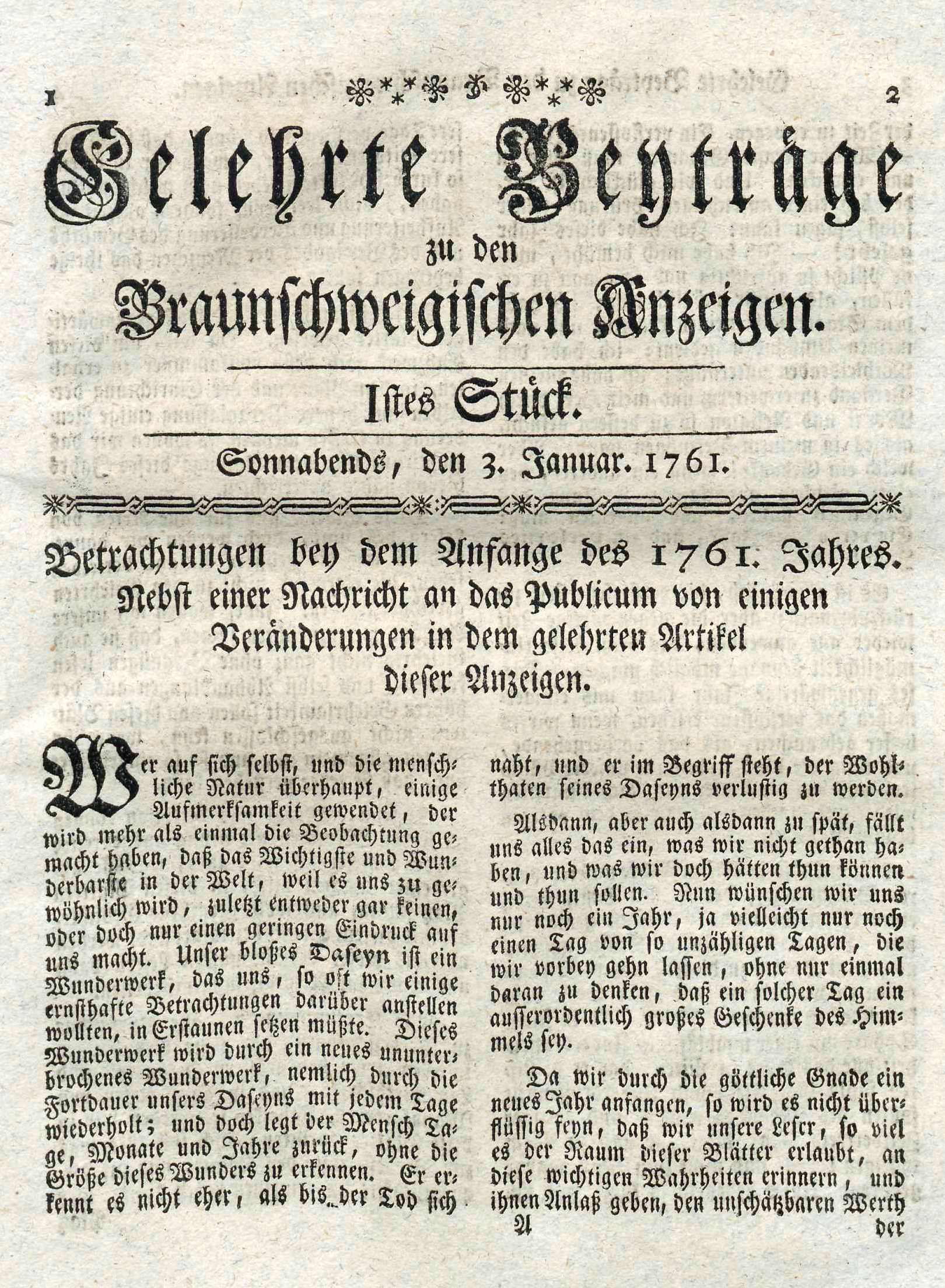
Gelehrte Beitraege zu den Braunschweigischen Anzeigen, 1761
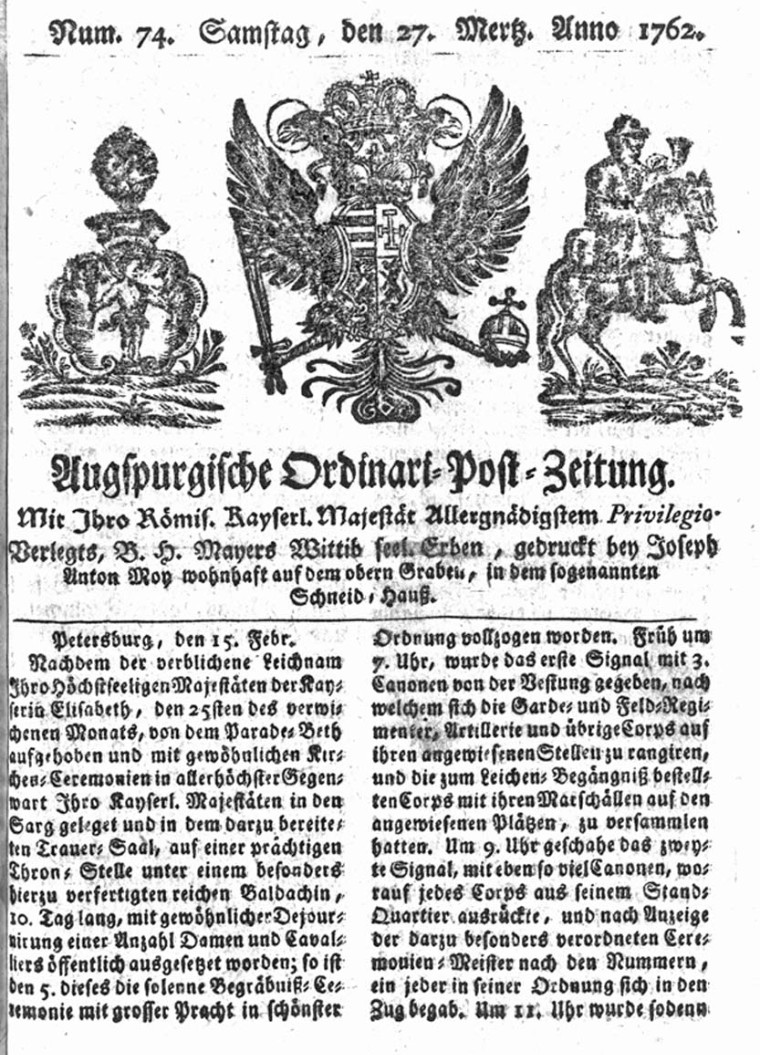
Augsburger Postzeitung, 1762
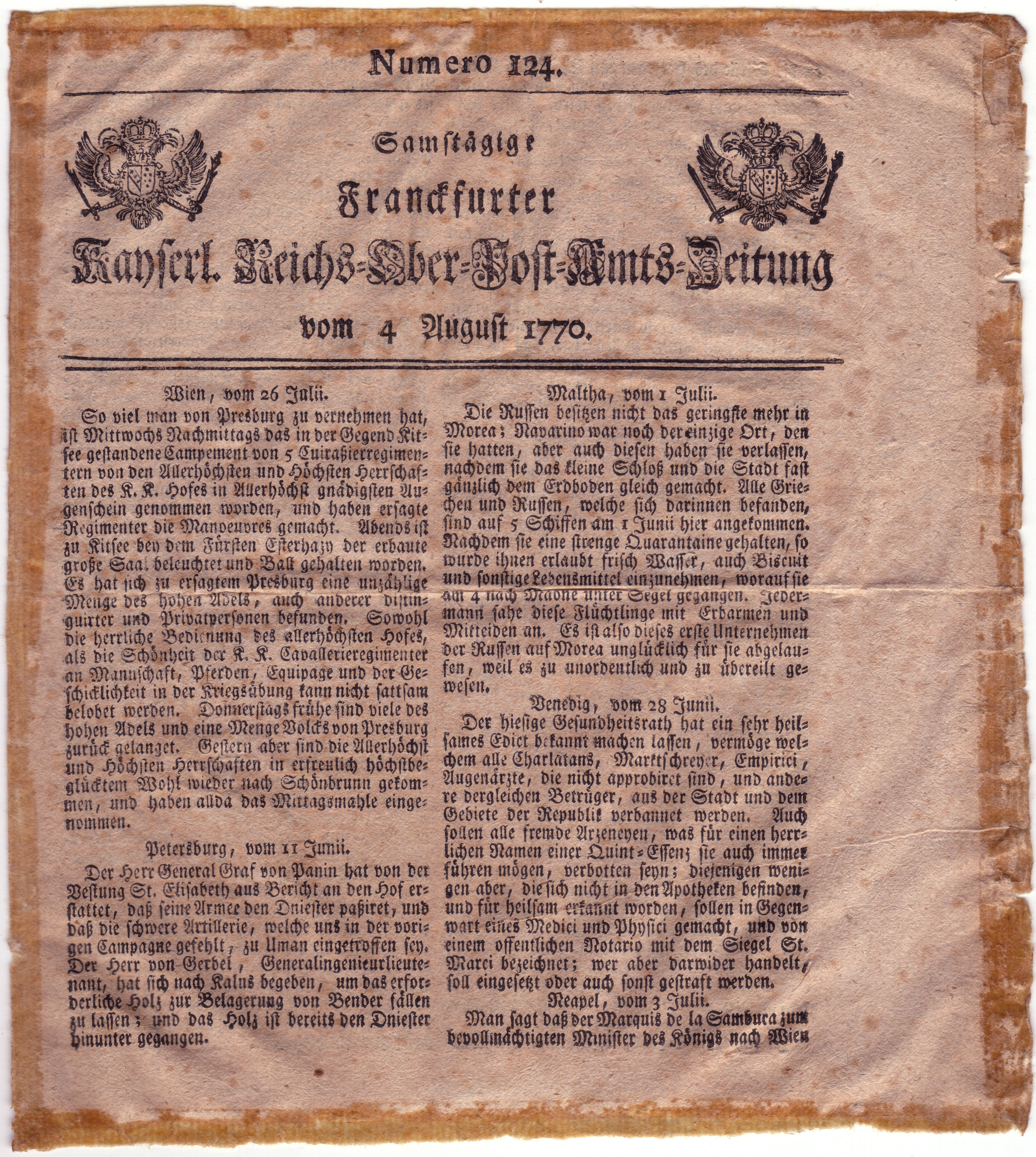
Franckfurter Kayserl. Reichs-Ober-Post-Amts-Zeitung, 1770
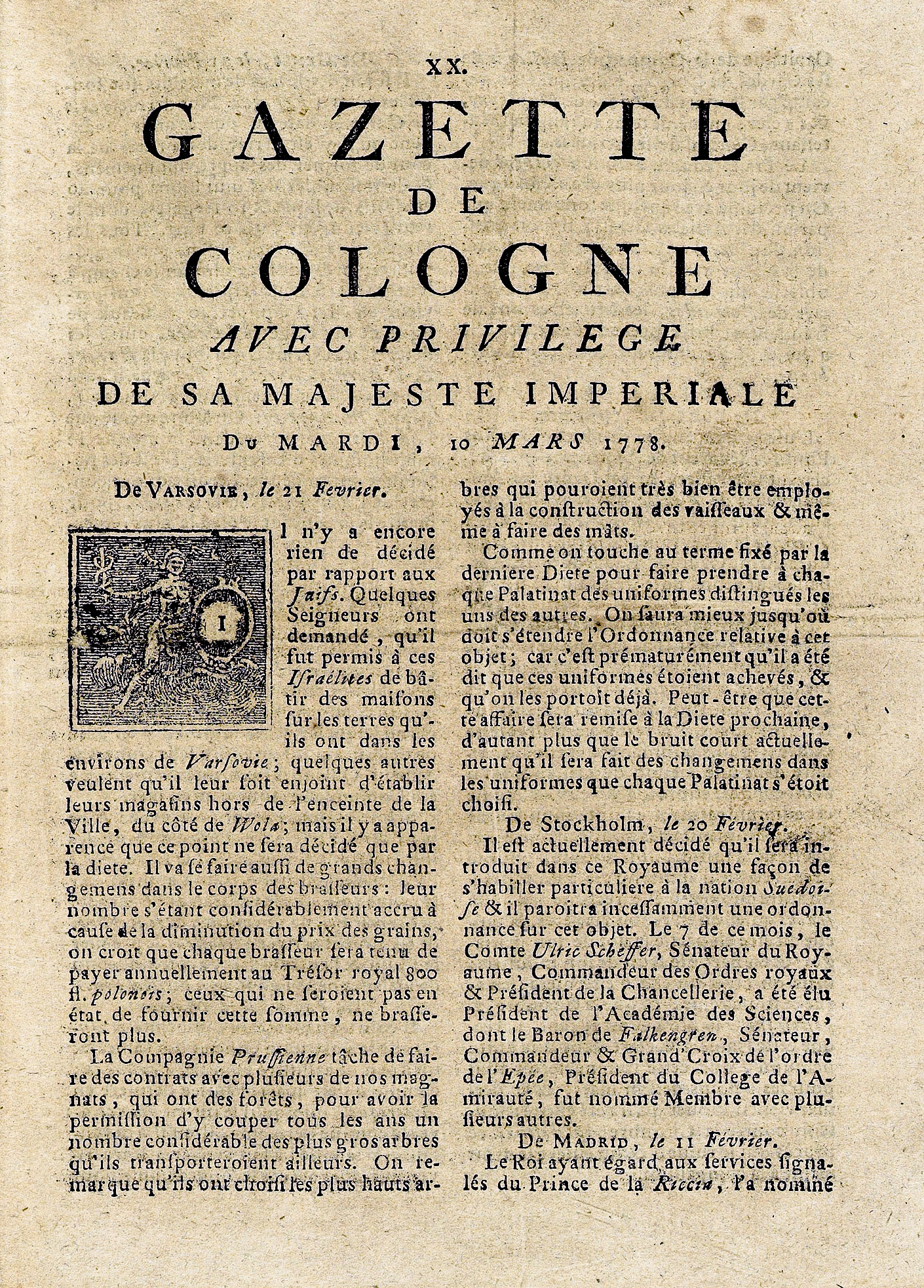
Gazette de Cologne, кёльнская газета на фр. языке, 1778